# Hyeronimus Mercurialis

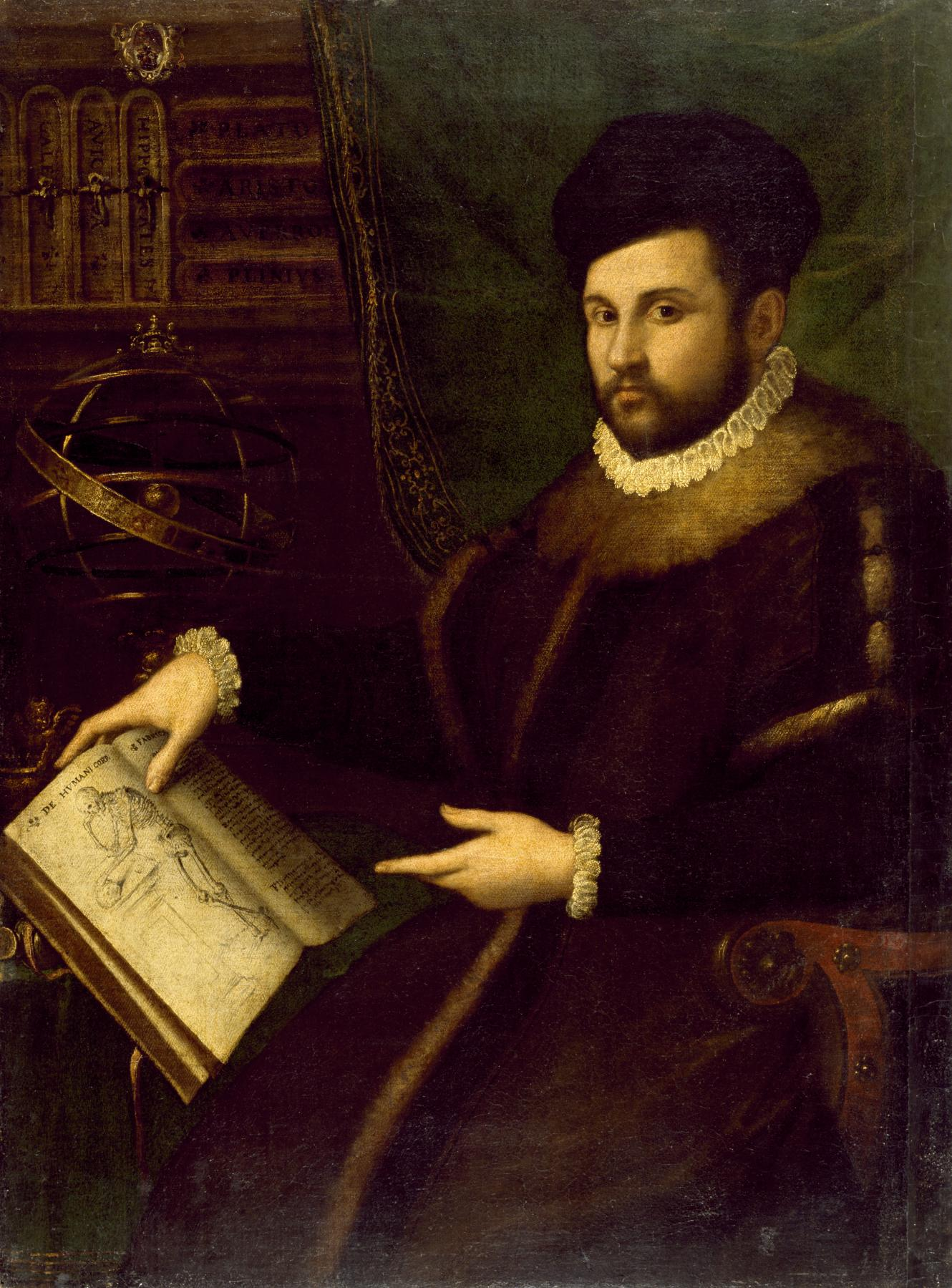
Hieronymus Mercurialis

Hieronymus Mercurialis o Girolamo Mercuriale, Jérôme Mercurialis, Gerónimo Mercuriale (Forlì, 30 de septiembre de 1530- ibíd. 13 de noviembre de 1606) fue un médico, naturalista, filósofo, y pedagogo italiano, que junto con Vergerio (1349-1420) y Vittorino da Feltre (1378-1446), culmina el movimiento de renovación pedagógica que ocurrió en el Renacimiento. Su aportación más importante consistió en la recuperación de las ideas que Galeno tenía en relación con el cuidado del cuerpo humano, que junto a aportaciones propias, devolvió el valor que había perdido durante la Edad Media, a la actividad física como medio para conservar la salud.
En 1573, fue llamado a Viena para tratar al emperador Maximiliano II. El emperador, satisfecho con el tratamiento que recibió (aunque moriría tres años después), lo nombró conde palatino imperial. 

## Obra

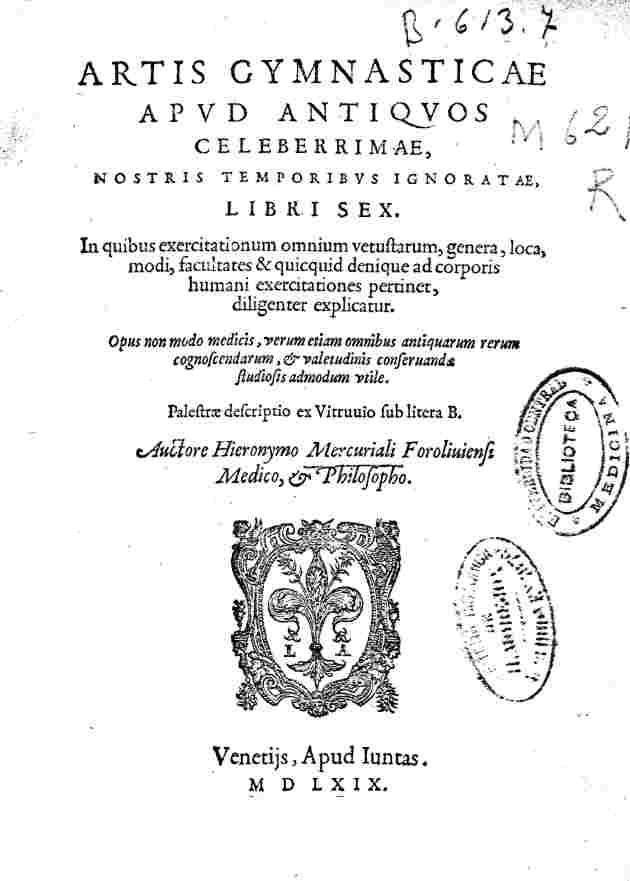
Portada de Artis gymnasticae apud antiquos celeberrimae, nostris temporis ignoratae, libri sex

Hieronymi Mercurialis De morbis muliebribus praelactiones. Iam dudum a Gaspare Bauhino exceptae, ac paulo antea inscio autore editae: postremo vero per Michaelem Columbum ex collatione plurium exemplarium consensu auctoris locupletiores, & ementatiores factae. Quarta vero hac editione & auctiores, & castigatiores adhuc redditae. Cum indice capitum .... - Venetiis : apud Iuntas, 1601 (Venetiis : apud Iuntas, 1601). - [24], 236 p. ; 4º. - Marca sul front. - Cors. ; gr. ; rom. - Segn.: a4 2-34 A-2F4 2G2. - Inixiali e fregi xil.

- Nomothesaurus, seu ratio lactandi infantes, Padua, 1552

- De arte gymnastica seis tomos, Venecia, 1569, con figuras de Coriolan

- Variarum lectionum cuatro tomos, Venecia, 1571 ; Bâle, 1576, aumentado con un quinto tomo ; Venecia, 1588 y siguientes, enriquecido con un sexto tomo

- Repugnantia quâ pro Galeno strenuè pugnatur, Venecia, 1572

- Artis gymnasticae apud antiquos celeberrimae, nostris temporis ignoratae, libri sex. Venedig, 1569. Kritische Edition: Girolamo Mercuriale: De arte gymnastica. The Art of Gymnastics, Edizione critica a cura di Concetta Pennuto, tradujo al inglés Vivian Nutton, Florencia 2008 ISBN 978-88-222-5804-5

- De morbis cutaneis, et omnibus corporis humani excrementis tractatus locupletissimi..., Venecia, 1572 edición de Paul Ricardi luego de lecciones orales de Mercuriale

- De pestilentia, Venecia, 1577

- De morbis puerorum tractatus locupletissimi..., Venecia, 1583

- De venenis, et morbis venenosis tractatus locupletissimi..., Venecia, 1584

- De morbis muliebribus libri, Venecia, 1587

- De venenis, et morbis venenosis tractatus locupletissimi, Venecia, 1588

- De morbis puerorum tractatus locupletissimi, Veneciag, 1588

- Commentarii eruditissimi in Hippocratis prognostica..., ou Prælectiones Pisanæ, Venecia, 1597

- Variarum lectionum, in medicinae scriptoribus & aliis, libri sex, 1598

- Medicina pratica, Fráncfort, 1601, ed. de Pierre de Spina

- In omnes Hippocratis aphorismos prælectiones Patavinæ..., ed. de Maximilien Mercuriale, hijo de Jérôme, Bolonia, 1619

- In secundum librum epidemicorum Hippocratis prælectiones Bononienses, Forli, 1626

- Opuscula aurea et selectiora, Venecia, 1644